# Unreal
『Unreal』（アンリアル）はFPS（ファーストパーソン・シューティング）タイプのパソコン用コンピュータゲーム。Epic Gamesが開発し、GT Interactiveから1998年5月に発売された。

## 概要
同タイプのゲームとしてid SoftwareのQuakeシリーズが先行していたが、より洗練されたストーリー、演出、ビジュアル、音楽が評価され、Quakeシリーズおよび同年Valve Softwareから発売されるハーフライフシリーズと三巨頭をなすゲームとなった。
また、本作で使用されていたゲームエンジン・Unreal Engineはその後改良を重ねながら様々なゲームソフトに使われており、4Gamer.netの奥谷海人はEpic Gamesがゲームエンジンビジネスに傾倒したきっかけとして本作を挙げている。
ソフトウェアレンダリング（Direct3D）も標準サポートしており、Voodoo非搭載PCでもプレイは可能ではあった。しかし描画速度は著しく遅かった。
後のパッチによってOpenGLでもプレイ可能になったものの、風景テクスチャが崩れ気味、キャラクタのポリゴンが荒いなどの問題点もあった。
『Quake』の舞台が屋内中心であったのに対し、『Unreal』は広大なオープンフィールドも用意されている点が新しかった。マップ作成は複数のスタッフが担当しているが、スタート時のマップは全スタッフが総力を挙げて作っており、閉塞的で暗く迷路のような宇宙船を脱出すると、鳥が飛び太陽が差す美しく広大な高地に出るという演出が挿入される。
未来を舞台にしたSFものであるが、建造物には宇宙船の他にポリネシア文化を想起させるものや中世ヨーロッパの街や古城のようなものもある。
発売当時には超がつくほど重いゲームであった（当時のPCでは最高設定に出来ないゲームとも言われる）、これはEpic側の開発者がPCをフルチューンしていたため、自分たちのPCで快適に動けばいいと思っていたためである。もちろん今のPC性能ならばローエンドのPCでも快適に動かすことが出来る。
途中で大幅な仕様変更があり、一部イベントで動いていたデモ版やパッケージイラストの中には本編に入っていないシーンが多数ある。

## ストーリー
主人公は罪を犯して囚人となり、囚人護送船Vortex Rikersによって護送中であった。航行中のある日、原因不明の事故でVortex Rikersはどこかの惑星に不時着する。ゲームは不時着のショックで気を失っていた主人公が船の独房で目を覚ますところからスタートする。
かつてこの星には温厚な原住民Naliが住んでいたが、現在は惑星外から飛来した好戦的な種族Skaarjによって侵略・支配されている。NaliはSkaarjによる殺戮・搾取・拷問を受けつづけているが、反抗の術を知らない。主人公は惑星Na Paliを彷徨いながら、Naliの協力と先に護送船を脱出した人間たちの残した記録を手がかりに惑星脱出の方法を探す。

## シリーズ
- Unreal
- Unreal Mission Pack -Return to Na Pali-
  - 『Unreal』の続編としてリリースされたMOD。現在この2本が『Unreal Gold』というパックでまとめられていて、GUIが後発の『Unreal Tournament』の物と統一された。
- Unreal P
  - PlayStation用に開発されていたが途中でキャンセルされた。
- Unreal II -The Awakening-
  - 3DエンジンをUnreal Engine 2に一新し、世界設定を共有しつつも『Unreal』とはつながりの無いストーリーとなっている。
- Unreal II XMP
  - 『Unreal II』の拡張パックとして登場したマルチプレイ専用MOD。
- Unreal Tournament シリーズ
  - オンラインマルチプレイに特化した派生バージョン。多くのゲームモードがあり、現在でもオンラインマルチプレイFPSのスタンダードとなっている。
- Unreal Championshipシリーズ
  - XBOX向けのFPS（XBox Liveによるオンライン対戦が可能）。『Unreal Tournament』では標準ではサポートされていない種族ごとの特化能力が導入されているほか（特にキャラクターごとにアドレナリンブースト能力が異なっている）、武器の切り替えなどでXBOX向けのチューニングがされている。続編の『Unreal Championship 2』では白兵戦武器によるTPSアクションも充実している。

現在ソフト単品での入手は困難になっているが、2008年度からSteamでのDL販売に対応したため、こちらを購入する方法がある。『Unreal Gold』、『Unreal II』、『Unreal Tournament』、『Unreal Tournament 2004』、『Unreal Tournament3』の5本組パックも存在。
2024年11月にEpic Gamesの公認により『Unreal Gold』、『Unreal Tournament』がコミュニティサイトで無料配布となった。